# Antonino Arata
Antonino Arata (* 28. Oktober 1883 in Piacenza, Italien; † 25. August 1948 in Grottaferrata, Italien) war ein vatikanischer Diplomat.

## Leben
Antonino Arata trat nach seiner Priesterweihe am 9. Juni 1906 in den Diplomatischen Dienst des Heiligen Stuhls ein. Am 11. Juli 1935 wurde er von Papst Pius XI. zum Titularerzbischof von Sardes ernannt; seine Ernennung zum Apostolischen Nuntius in Lettland und Estland erfolgte einen Tag später, am 12. Juli 1935. Die Bischofsweihe erhielt Antonino Arata am 21. Dezember 1922 durch Kardinalstaatssekretär Eugenio Pacelli, später Papst Pius XII.
Nach der Annexion der Baltischen Staaten durch die Sowjetunion musste Antonino Arata am 13. August 1940 Kardinalstaatssekretär Luigi Maglione darüber informieren, dass die Nuntiaturen in Riga und Tallinn (Reval) von den neuen Machthabern geschlossen wurden und er aufgefordert worden war, Lettland und Estland unmittelbar zu verlassen. Auch wenn Luigi Maglione den Erzbischof in seinem Antwortschreiben noch einmal dringend darum bat, „solange wie möglich“ zu bleiben, wurde der auf ihn von den Behörden ausgeübte Druck so stark, dass er am 27. August 1940 nach Rom zurückkehrte. Er tat dieses mit einer estnischen und lettischen Flagge im Gepäck und dem Versprechen, diese im Vatikan bis zur Wiedererlangung der Souveränität der beiden Staaten aufzubewahren. Die Flaggen befinden sich noch heute im persönlichen Nachlass des Erzbischofes.
Antonino Arata, nach seiner Rückkehr nach Rom in der Kongregation für die orientalischen Kirchen tätig, starb am 25. August 1948 in Grottaferrata bei Rom.